# Deutsche Fußballmeisterschaft 1908/1909
Sedmý ročník Deutsche Fußballmeisterschaft (Německého fotbalového mistrovství) se konal od 2. května do 30. května 1909.
Turnaje se zúčastnilo opět osm klubů. Vítězem turnaje se stal poprvé klub FC Phönix Karlsruhe, který porazil ve finále obhájce minulého ročníku Berliner 89 4:2.